# Чжан Исюань
Чжан Исюа́нь (кит. упр. 张溢轩, пиньинь Zhāng Yìxuān; род. 9 сентября 2002, Харбин, КНР) — китайская фигуристка, выступающая в одиночном катании. Бронзовый призёр чемпионата Китая (2017) и бронзовая медалистка чемпионата Китая среди юниоров (2020).

## Карьера
Чжан Исюань родилась 9 сентября 2002 года в Харбине. Начала заниматься фигурным катанием в 2008 году.
В декабре 2015 года представила программы в рамках чемпионата Китая, на котором заняла шестое место, уступив в том числе лидерам китайской сборной Чжао Цзыцюань и Ли Сяннин. На следующем национальном первенстве Исюань улучшила результат и завоевала бронзовую награду, расположившись вслед за Чжао и Ли.
В сезоне 2017—2018 годов впервые стартовала на этапе Гран-при среди юниоров. Фигуристка получила право выступить на турнире в Минске, там ей удалось финишировать в середине итогового протокола. Спустя один соревновательный сезон, в октябре 2019 года, Чжан вновь выступила на юниорском Гран-при. На этапе в Германии, где на лёд вышли тридцать две участницы, китаянка заняла четырнадцатое место.
Несмотря на то, что Исюань несколько раз принимала участие на взрослых чемпионатах Китая, в сезоне 2019/2020 она заявилась на первенство страны среди юниоров, поскольку соответствовала возрастным критериям для данных соревнований, и завоевала на турнире бронзовую медаль. В этот период она демонстрировала на соревнованиях лутц, риттбергер, сальхов и тулуп в три оборота.

## Программы
| Сезон     | Короткая программа | Произвольная программа                                   |
| --------- | ------------------ | -------------------------------------------------------- |
| 2019–2020 | - «No One»         | - «The Scent of Love» (из фильма «Пианино») Майкл Найман |
| 2017–2018 | - «Hello, Dolly!»  | - Саундтрек к фильму «Дамы в лиловом»                    |

## Результаты
| Соревнования                          | 15/16         | 16/17         | 17/18         | 18/19         | 19/20         |
| Международные                         | Международные | Международные | Международные | Международные | Международные |
| ------------------------------------- | ------------- | ------------- | ------------- | ------------- | ------------- |
| Челленджеры. Asian Open Trophy        |               |               |               |               | 8             |
| Международные среди юниоров           |               |               |               |               |               |
| Этапы юниорского Гран-при: Германия   |               |               |               |               | 14            |
| Этапы юниорского Гран-при: Белоруссия |               |               | 21            |               |               |
| Международные среди новичков          |               |               |               |               |               |
| Tallinn Trophy                        |               | 5             |               |               |               |
| Национальные                          |               |               |               |               |               |
| Чемпионаты Китая                      | 6             | 3             |               | 8             |               |
| Чемпионаты Китая среди юниоров        |               |               |               |               | 3             |